# 極限脱出シリーズ
『極限脱出シリーズ』（きょくげんだっしゅつシリーズ）は、スパイク・チュンソフトによるアドベンチャーゲームのシリーズ。北米向けタイトルは『Zero Escape』。

## シリーズ

### ZERO ESCAPE 刻のジレンマ
『ZERO ESCAPE 刻のジレンマ』は、極限脱出シリーズの第3作であり、極限脱出シリーズの完結編である。
ゼロと名乗る者によって9人が強制的にデスゲームに参加させられるという内容の脱出ゲームである。
これまでのシリーズで未解決だった謎が解明される。シリーズファンの期待に応えれるように作られているが、シリーズ未経験者・予備知識のない人でも楽しめるように作られている。

### ZERO ESCAPE 9時間9人9の扉 善人シボウデス ダブルパック
『ZERO ESCAPE 9時間9人9の扉 善人シボウデス ダブルパック』は1作目と2作目を収録したダブルパック。
主な変更点は『９時間９人９の扉』にボイス、フローチャート機能を追加。BGM、SEを高音質化。PS4・PS Vita版が2017年4月13日に、PC（Steam）版が2017年3月25日に、Xbox One・Xbox Series X/S、PC（Microsoftストア）版が2022年3月22日に発売された。